# Acadêmicos do Grande Vale

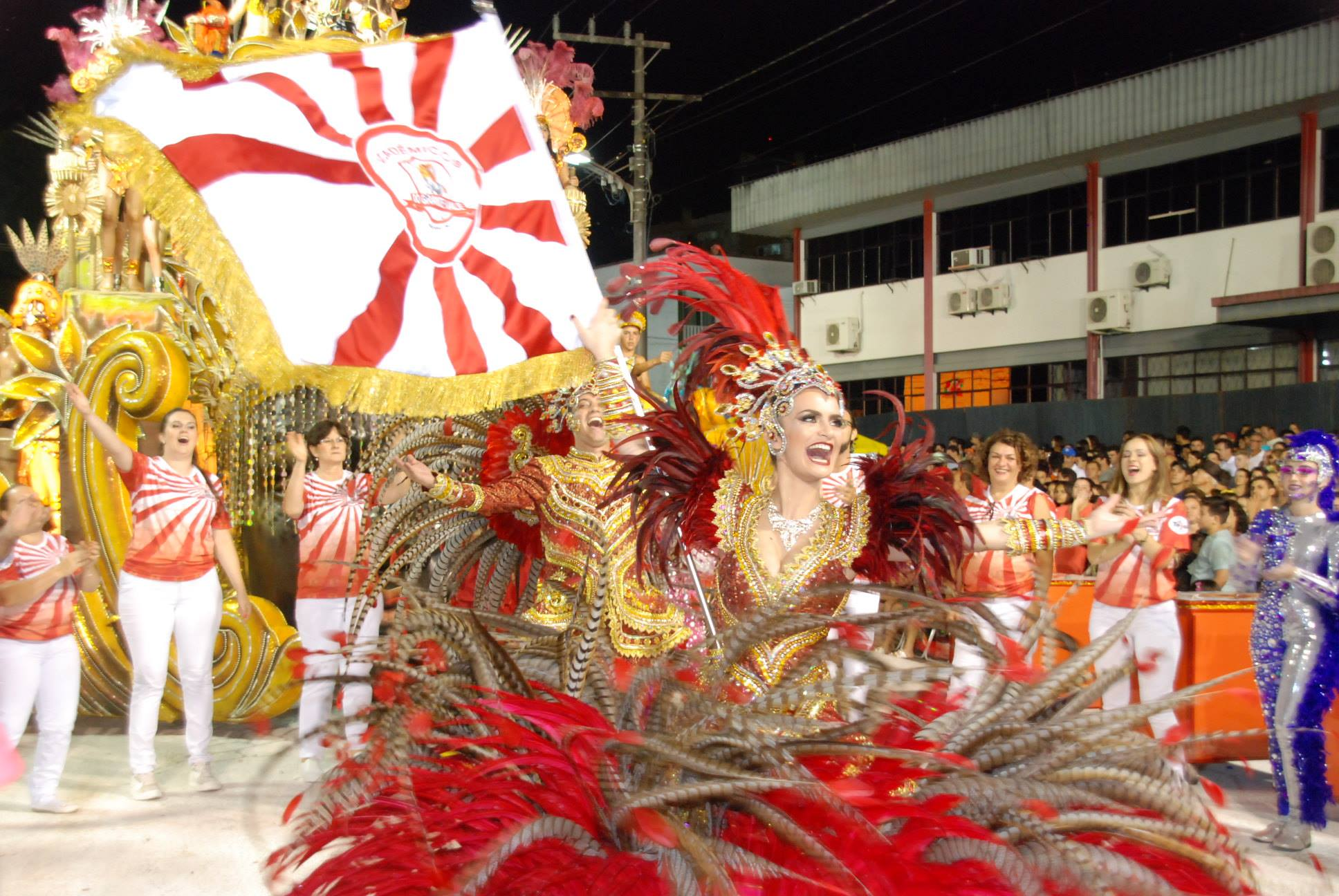
Porta Bandeira Fernanda Zamoner - Carnaval 2017

Acadêmicos do Grande Vale é uma escola de samba da cidade de Joaçaba, que participa do Carnaval de Joaçaba.

## História
O G.R.E.S Acadêmicos do Grande Vale foi fundado em 2012, pelo TEJO – Teatro de Joaçaba que é uma entidade cultural sem fins lucrativos reconhecida como utilidade pública municipal e estadual.
Fundada em 2012 a Acadêmicos do Grande Vale passa a desfilar nos anos de 2013 e 2014 como escola convidada do Desfile das Escolas de Samba de Joaçaba e Herval d ́Oeste organizado pela LIESJHO – Liga Independente das Escolas de Samba de Joaçaba e Herval d ́Oeste e somente no ano de 2015 a agremiação entrou oficialmente para Liesjho. 
Competindo desde 2015, a escola foi campeã no ano de 2023 com o enredo "A Acadêmicos Festeja o Solo Sagrado e em 2019 com enredo “No Contestado, Vale do Carnaval, a Acadêmicos faz uma grande festa cultural”, e foi duas vezes vice-campeã uma no ano de 2018 (Acadêmicos, os guerreiros da paz) e outra em 2020 (Coragem, a vida depende de nossas escolhas).
Em seus enredos visa enaltecer a cultura local, regional, as festas populares, o respeito ao planeta e ao próximo sem distinção de raça, classe social, gênero, ou credo, estando sempre atualizada ao meio em que esta inserida e consciente da função como instituição cultural.
A Acadêmicos do Grande Vale valoriza artistas locais e regionais, que enriquecem o desfile com dança, teatro, esculturas, fantasias e outros. Preocupados com o meio-ambiente e também sem recursos financeiros o suficiente a Acadêmicos recicla seus materiais sempre que possível, reformando e repaginando suas fantasias, adereços e alegorias.
No que lhe compete o âmbito social a agremiação desenvolve o projeto social “Arte na Academia” onde oferece oficinas de dança, percussão, confecção de adereços e fantasias. O projeto desde de 2015 acontece de forma independente e sem subsídios financeiros sejam do âmbito Municipal, Estadual ou Federal.
Sempre em defesa da cultura popular mantem seus barracões abertos o ano todo para visitação afim de promover o intercâmbio comunidade x escola e mantém o "Show de Carnaval" que visa levar a todos os municípios da região um show que comtempla os principais quesitos de um desfile: Bateria, com Puxador de Samba/Intérprete, Mestre,  Contra Mestre de Bateria e os/as Percussionistas;  Casal de Mestre Sala e Porta Bandeira, guardiões do pavilhão (bandeira) da Escola; Rainha da Escola, Madrinha de Bateria e Passistas.

## Carnavais
| Ano  | Colocação   | Enredo | Ref.              |
| ---- | ----------- | --- | ----------------- |
| 2013 | Convidada   | Pintando o sete, fazendo arte...A Acadêmicos promete um espetáculo à parte! | [ 1 ]             |
| 2014 | Convidada   | Academia: Passaporte Brasil | [ 2 ] [ 3 ]       |
| 2015 | 4.º lugar   | No Coração da África uma Profecia com a Bênção dos Orixás, nasce a Academia. | [ 2 ] [ 4 ] [ 5 ] |
| 2016 | 4.º lugar   | Acadêmicos, Nosso Sonho, Nossa Paixão |                   |
| 2017 | 3.º lugar   | O Planeta Água em Nossas Mãos | [ 6 ]             |
| 2018 | Vice-campeã | Acadêmicos Os Guerreiros da Paz |                   |
| 2019 | Campeã      | No Contestado, Vale do carnaval, a Acadêmicos faz uma Grande festa cultural | [ 7 ]             |
| 2020 | Vice-campeã | Coragem, a vida depende de nossas escolhas | [ 8 ] [ 9 ]       |
| 2021 | -           | Não houve desfile devido Decreto Estadual nº 562 de março de 2020, que exigiu o fechamento de espaços culturais públicos e privados como medida de prevenção para evitar a propagação do novo Coronavírus |                   |
| 2022 | -           | Não houve desfile devido Decreto Estadual nº 562 de março de 2020, que exigiu o fechamento de espaços culturais públicos e privados como medida de prevenção para evitar a propagação do novo Coronavírus |                   |
| 2023 | Campeã      | A Acadêmicos Festeja o Solo Sagrado |                   |